# استان اینگاوی
استان اینگاوی (به اسپانیایی: Provincia de Ingaví) یکی از استان‌های بولیوی در بولیوی است که در شهرستان لاپاز (بولیوی) واقع شده‌است. استان اینگاوی ۵٬۴۱۰ کیلومتر مربع مساحت و ۱۳۴٬۵۳۵ نفر جمعیت دارد.